# 1936年夏季奥林匹克运动会埃及代表团
1936年夏季奥林匹克运动会埃及代表团是埃及派出的1936年夏季奥林匹克运动会代表团。